# Мемнон (наместник Фракии)
Мемнон (др.-греч. Mεμνων) — македонский наместник Фракии в IV веке до н. э.

## Биография
Как предположил Жебелёв С. А., Александр Македонский назначил Мемнона на должность наместника Фракии в 335 году до н. э., во время своего похода против варварских племён на севере.
Впоследствии, согласно сведениям Диодора Сицилийского, Мемнон, «располагавший войском и полный самомнения, возмутил варваров, отпал от Александра». По всей видимости, по замечанию Гусевой М. И., Инкова А. А., это событие произошло в 331 или 330 году до н. э. Оставленный Александром в качестве регента в Македонии Антипатр вторгся с македонской армией во Фракию. Как отмечает Елисеев М., сообщение Диодора об итогах этой кампании до конца неясно: Антипатр «кое-как закончив войну во Фракии, со всем войском направился в Пелопоннес». По предположению Шофмана А. С., выступление во Фракии «было так или иначе ликвидировано, а Мемнон в лучшем случае смещён».
По мнению Жебелёва С. А., после подавления восстания Мемнона его преемником во Фракии стал Зопирион. Однако Шофман А. С. высказал убеждение, что Зопирион был «начальником Понта», и их действия с Мемноном были одновременными. Как посчитал Инков А. А., оба полководца управляли отдельными частями Фракии. По словам же Дройзена И. Г., Павловской А. И., именно поражение Зопириона могло послужить поводом для выступления Мемнона.
Но, возможно, Мемнон сохранил за собой свой пост ещё в течение нескольких лет. Это мнение разделяется К. Белохом, Б. Низе, П. Брианом, Р. Шеппардом и некоторыми другими исследователями. Причиной такого отношения к фракийскому наместнику могло стать вспыхнувшее в Спарте давно назревавшее восстание против македонской гегемонии в Греции и гибель Коррага со своими солдатами. Вероятно, именно об этом Мемноне идёт речь в повествовании Курция Руфа, когда он приводит сведения о прибывшем в 327 году до н. э. в Индию подкрепления, состоящего из 5000 фракийских всадников и 7000 пехотинцев, снаряжённых Гарпалом. Шофман А. С. охарактеризовал такую позицию как слабоаргументированную, выразив сомнение, что мятежному командиру было выказано подобное доверие. Жебелёв С. А. посчитал, что в данном случае речь идёт о тезке фракийского наместника.

### Первичные источники
- Диодор Сицилийский. Историческая библиотека (XVII.62.4—6, XVII.63.1)
- Квинт Курций Руф. История Александра Великого Македонского (IX.3.21)

### Исследования
- Шофман А. С. Восточная политика Александра Македонского. — Казань, 1976.
- Гусева М. И. Борьба фракийских племен против македонского владычества в конце IV и начале III вв. до н. э. // Ученые записки Ивановского педагогического института", т. XI, 1957. С. 93.
- Жебелёв С. А. Милет и Ольвия. Северное Причерноморье. — М., 1953. С. 45.
- Инков А. А. Ещё раз о «скифском» походе Зопириона // Научные труды Московского гуманитарного университета, 2014, № 1.
- История Европы с древнейших времён до наших дней (в восьми томах). Том первый. Древняя Европа.
- Бриан П. Александр Македонский.
- Елисеев М. Воины Александра Македонского. — 2020. — ISBN 5042244727, 9785042244728.
- Шеппард Р. Александр Великий. Армия, походы, враги. — М., 2010. — ISBN 978-5-699-39019-9.
- Дройзен И. Г. История эллинизма. История Александра Великого.
- Niese В.* Geschichte der griechischen und makedonischen Staaten. Bd. I, 1899—1903. S. 499.
- Beloch K. Griechische Geschichte. Bd. IV, 1925. S. 44.
- Berve H. 499. Μέμνων // Das Alexanderreich auf prosopographischer Grundlage (нем.). — München: C. H. Beck`sche Verlagsbuchhandlung, 1926. — Vol. 2. — P. 254.
- Heckel W. Memnon 3 // Who's Who in the Age of Alexander the Great: Prosopography of Alexander's Empire (англ.). — Malden; Oxford; Carlton: Blackwell Publishing, 2006. — P. 162. — ISBN 1-4051-1210-7.
- Staehelin F.[нем.]. Memnon 4 // Paulys Realencyclopädie der classischen Altertumswissenschaft :  [нем.] / Georg Wissowa. — Stuttgart : J. B. Metzler’sche Verlagsbuchhandlung, 1931. — Bd. XV, Erste Hälfte (XV, 1). — Kol. 653—654.